# 韻文
韻文（いんぶん）とは、聴覚に一定の定まった形象を感覚させる一定の規則（韻律）に則って書き表された文章。散文の反意語。多く詩において用いられる。
一定のリズムを持ち、暗誦されるのに適しているため、古代から神話や歴史の叙述に用いられてきた。俳句、和歌、漢詩、連歌、連句、四行詩、脚韻詩などの韻文詩なども韻文に含まれる。

## 形成要素
韻律の要素は言語、文化的背景、あるいは韻文の形式により異なる。日本語やフランス語では時間的単位であるモーラ（拍）もしくは音節が一定数反復されて韻文を構成する。さらに多くの言語では、音節の長短（古典ギリシャ語、ラテン語）、アクセント（英語、ドイツ語）、声調（中国語の平仄）などに関して一定のパターンが定められている。
韻文を構成するもう一つの要素が押韻である。日本語の韻文では押韻はほとんど意味を持たないが、西欧や中国をはじめとして世界の多くの韻文では、押韻、特に脚韻が重要な要素であって、韻律との組み合わせによって韻文を構成する。古英語などゲルマン語の古い韻文では、頭韻も重視された。

## 中国の韻文
中国文学における韻文とは押韻を伴うことを特徴とする文体のことでもある。これは散文や駢文に対立する。代表的な韻文である詩・詞・曲以外にも辞賦・頌・賛・箴・銘・哀・誄などが挙げられる。